# トッド・ケイン
トッド・アーサー・ルシアン・ケイン（Todd Arthur Lucien Kane 、1993年9月17日 - ）は、イングランド・ケンブリッジシャー州ハンティンドン出身のプロサッカー選手。チャールトン・アスレティックFC所属。ポジションは、ディフェンダー。

## 経歴

### クラブ
2001年、8歳でチェルシーのユースチームに入団。以来、各カテゴリーを順調にステップアップし、2011年7月に最初のプロ契約を結んだ。リザーブチームではFAユースカップ制覇を経験した。プロ契約締結後はイングランド国内外のクラブにレンタル移籍し、経験を積んだ
2019年7月27日、クイーンズ・パーク・レンジャーズFCに3年契約で完全移籍。
2021年8月31日、コヴェントリー・シティFCに2年半契約で移籍した。
2023年1月12日、チャールトン・アスレティックFCにレンタル移籍した。

### 代表
U19イングランド代表として出場した経験があり、またU21イングランド代表招集歴がある。

## タイトル
チェルシー・リザーブ
- プレミアリザーブリーグ: 2010–11
- FAユースカップ: 2011–12